# Georg Kraut
Georg Kraut (geboren 14. März 1877 in Künzelsau; gestorben 4. Mai 1955 in Konstanz) war Bürgermeister von Böblingen.

## Leben
Georg Kraut war ein Sohn eines Gerbers. Er besuchte die Realschule und absolvierte eine Verwaltungslehre bei der Stadtverwaltung Künzelsau, von der er in das Oberamt Künzelsau wechselte. Im Jahr 1905 wurde er an das Oberamt Böblingen versetzt. 1906 wurde er Ratsschreiber in der Kommunalverwaltung Böblingen. Kraut war in dieser Zeit für ein paar Jahre Mitglied der Stuttgarter Freimaurerloge Wilhelm zur aufgehenden Sonne, was ihm in der Zeit des Nationalsozialismus zum Vorwurf gemacht wurde. Kraut war verheiratet und hatte keine Kinder.
Nach dem Ersten Weltkrieg wurde Kraut 1919 von den Böblinger Wählern zum Stadtschultheiß gewählt. In seiner Amtszeit brachte er 1925 den Württemberger Landesflughafen nach Böblingen. Kraut wurde 1929 mit über 90 % der Stimmen für zehn Jahre wiedergewählt. Nach der Machtübergabe an die Nationalsozialisten trat Kraut zum 1. Mai 1933 der NSDAP bei (Mitgliedsnummer 3.244.077) und wurde Förderndes Mitglied der SS. Er war außerdem Mitglied im Reichsluftschutzbund und Blockwart in der Nationalsozialistischen Volkswohlfahrt (NSV). Im Jahr 1937 bat er aus gesundheitlichen Gründen um seine vorzeitige Entlassung, zog nach Überlingen und dann in ein Haus in Konstanz. 1943 wurde Kraut Mitglied bei den Deutschen Christen.
Sein Haus in Konstanz wurde von der französischen Besatzungsmacht requiriert und erst 1954 zurückgegeben. Im Spruchkammerverfahren in Böblingen in der amerikanischen Zone wurde Kraut 1947 als Mitläufer eingestuft. Sein Freund Fritz Steisslinger malte 1937 sein Porträt.